# 松田知己
松田 知己（まつた ともみ、1963年〈昭和38年〉9月1日 - ）は、日本の政治家。秋田県仙北郡美郷町長（6期）。

## 人物略歴
秋田県仙北郡仙南村金沢西根二ツ柳出身。仙南村立仙南西小学校、同仙南中学校を卒業後、1982年に秋田県立横手高等学校を卒業。東北大学農学部に入学し、1986年3月に同大学同学部を卒業。同年4月、秋田県職員に採用された。
以後、秋田県の農政に携わり、1995年4月からは秋田県農業試験場（秋田市四ツ小屋）主任を務めた。同年8月、激しい選挙戦の末、仙南村長となった斎藤克己より助役就任の要請を受け、9月に秋田県庁を退職して助役に就く。
斎藤村長が1期で退任したのち、2000年8月の村長選に立候補して無投票当選し、37歳で仙南村長に就任した。
2004年、2期目となった直後の11月1日、仙南村・六郷町・千畑町が対等合併し、新町「美郷町」が成立。これに伴い仙南村長を失職した。初代美郷町長に立候補し、前千畑町長・藤嶋長右エ門と一騎討ちとなったが、開票の結果松田が1万152票、藤島が6,655票をそれぞれ獲得し、松田が当選した。以降、5回連続で無投票当選している。
美郷町長としては、地域エゴを排して新町の融和に努めるとともに経費のムダを排して行政効率を高めるという大方針のもと、認定こども園「千畑なかよし園」「六郷わくわく園」「仙南すこやか園」3園による幼保一元化教育の実施など福祉の充実、六郷湧水群を中心とした誘客体制の整備と集客施設等の設置など観光振興に取り組んでいる。仙南村長時代からの「ジャズフェスティバル in 美郷」や美郷町長就任後の「美郷フェスタ」の開催など各種イベントの実施にも尽力し、 中華民国（台湾）花蓮県瑞穂郷との友好交流も進めた。また、行財政改革を進め、当初の分庁方式を見直して役場機能を旧千畑町役場に集中させ、小・中学校の統合を進める一方、公民館・図書館・体育館などは地域のバランスも考慮しながら集約化と再編を図っている。
2013年、統廃合によって使われなくなった小学校の校舎の再利用として、旧仙南東小学校、千畑南小学校は改修を施したうえで、それぞれ「美郷町宿泊交流館ワクアス」「美郷町歴史民俗資料館・佐々木毅記念室」として利用する方針を決め、旧仙南西小学校、金沢小学校、六郷東根小学校については民間企業に貸し出して雇用拡大と企業活動支援を行うこととした。それぞれ当該企業と契約を結び（株）大同衣料のストックヤード、三共光学工業秋田事務所、（株）ENEXの農産物生産試験場として利用されることとなった。
秋田大学、国際教養大学、秋田県立大学などの県内教育研究機関、日本航空・龍角散・山崎帝國堂・公益社団法人 東京生薬協会など、首都圏の企業・団体との提携にも熱心である。自治体間交流は、旧町村から引き継いだ東京都大田区・栃木県那須郡那珂川町に加え、ラベンダーを通して北海道空知郡中富良野町との連携協力協定、大田区を介して長野県東御市とも3自治体からなる防災協定を結ぶなど、交流のネットワークを拡大した。
趣味は海釣りとクラシックギター、読書（ミステリー小説中心）。